# Hors Satan
Hors Satan è un film del 2011 diretto da Bruno Dumont.
È stato presentato alla 64ª edizione del Festival di Cannes nella sezione Un Certain Regard.

## Trama
Vicino ad un piccolo villaggio francese vive un ragazzo la cui vita è scandita da una strana routine: caccia di frodo, accensione di fuochi e preghiera. Di lui si prende cura una ragazza che abita in una fattoria vicina e i due trascorrono il tempo immersi nella natura, tra boschi, dune e stagni, proprio dove si aggira il demonio.

## Produzione

### Riprese
Il film è stato girato in Francia nel Pas-de-Calais, in particolare a Ambleteuse e Bazinghen.

## Distribuzione
Dopo l'anteprima del 16 maggio 2011 al Festival di Cannes, il film è stato proiettato in molte altre manifestazioni cinematografiche internazionali:
- 2 luglio 2011 - Festival internazionale del cinema di Karlovy Vary (Karlovy Vary, Repubblica Ceca)
- 7 luglio 2011 - La Rochelle Film Festival (La Rochelle, Francia)
- 14 luglio 2011 - Jerusalem Film Festival (Gerusalemme, Israele)
- 27 luglio 2011 - New Horizons Film Festival (Breslavia, Polonia)
- 9 settembre 2011 - Toronto International Film Festival (Toronto, Canada)
- 30 settembre 2011 - Vancouver International Film Festival (Vancouver, Canada)
- 21 ottobre 2011 - São Paulo International Film Festival (San Paolo, Brasile)
- 23 ottobre 2011 - Tokyo International Film Festival (Tokyo, Giappone)
- 6 novembre 2011 - Thessaloniki International Film Festival (Salonicco, Grecia)
- 10 novembre 2011 - Muestra Internacional de Cine (Città del Messico, Messico)
- 12 aprile 2012 - Buenos Aires International Festival of Independent Cinema (Buenos Aires, Argentina)

È stato distribuito nelle sale cinematografiche francesi a partire dal 19 ottobre 2011.

### Date di uscita
- Francia (Hors Satan) - 19 ottobre 2011
- Polonia (Poza szatanem) - 24 febbraio 2012
- Portogallo (Fora, Satanás) - 19 luglio 2012
- Argentina (Fuera de Satán) - 30 agosto 2012
- Regno Unito (Outside Satan) - 4 gennaio 2013
- USA (Outside Satan) - 18 gennaio 2013

## Critica
Il sito Metacritic assegna al film un punteggio di 63 su 100 basato su 11 recensioni, mentre il sito Rotten Tomatoes riporta il 78% di recensioni professionali con un giudizio positivo, con un voto medio di 6,3 su 10.
Valerio Sammarco su Cinematografo.it giudica il film «tremendamente suggestivo nella messa in scena e altrettanto discutibile per la brutalità di alcune sequenze», mentre Mark Deming su AllMovie definisce Bruno Dumont «superlativo nell'impostare uno stato d'animo freddo e minaccioso», aggiungendo che «se si vuole vedere un film che ci porta in luoghi inaspettati e ci immerge in un mondo in cui le cose sono raramente quello che sembrano in superficie, allora Dumont ci ha consegnato un potente, inquietante capolavoro».
Su The Guardian il critico britannico Peter Bradshaw elogia la regia di Bruno Dumont definendola «fluente, snervante, avvincente», e Lisa Schwarzbaum di Entertainment Weekly definisce il film «un dramma austeramente selvaggio e religiosamente amorale ambientato nella selvaggia costa settentrionale della Francia», aggiungendo che «la rigorosa, seria attenzione di Dumont ai misteri del bene, del male e della fede premia coloro che sono disposti ad essere confusi».

## Riconoscimenti
- 2011 - Prix de l'Age d'Or
  - Prix de l'Age d'Or a Bruno Dumont
- 2011 - Prix Saint-Germain
  - Prix Saint-Germain al miglior film francese a Bruno Dumont
- 2011 - Festival di Cannes
  - Nomination Un Certain Regard a Bruno Dumont